# Louis-Albert Carvin
Louis-Albert Carvin, nacido en 1875  y fallecido en 1951 , es un escultor francés, dedicado al modelado de figuras humanas y animales 

## Datos biográficos
Alumno de Fremiet y Gardet, 
Fue miembro de la Sociedad de Artistas Franceses, exhibió en las ferias de esta sociedad desde  finales del siglo XIX hasta 1933. Recibiendo una Mención de Honor en 1894.
Realizó el trofeo titulado "la Musa de la Aviación" ("la muse de l'aviation" en francés), fundido 
en bronce y ofrecido el 1 de mayo de 1909, por León Bollee, presidente del Aero Club de Sarthe, a los hermanos Wilbur  y Orville Wright, que todavía se conserva en la casa de la familia ( Hawthorne Hill, Dayton, Ohio). En el momento de su recepción en la Royal Aeronautical Society de Londres, hace un busto de cada uno. 
Otra de sus obras de 1934, "Barzoï", es visible en Clamart en la plaza de la Maison Blanche.
También es autor de múltiples esculturas de venados, ciervos, leones, leones, panteras, pájaros, gatos , perros (especialmente los perros-lobo), con menos frecuencia, e incluso parece que excepcionalmente caballos. Encontramos, sin embargo, una pareja de pura sangre (semental y yegua, algunas veces llamado el abrazo) que lleva su firma, que también se conserva como modelo de yeso para fundición con el N º 644 en la fundición JB de París. 
También se le conocen algunas pinturas.

## Obras
- trofeo "la Musa de la Aviación" ("la muse de l'aviation" en francés),   a los hermanos Wright, en la casa de la familia ( Hawthorne Hill, Dayton, Ohio).
- Busto de Wilbur Wright
- Busto de Orville Wright
- "Barzoï", plaza de la Maison Blanche. Clamart (92)
- esculturas de animales: venados, ciervos, leones, leones, panteras (), pájaros, gatos ( Archivado el 4 de marzo de 2016 en Wayback Machine.), perros (especialmente los perros-lobo, ver ), con menos frecuencia, e incluso parece que excepcionalmente caballos.
- pareja de caballos pura sangre (semental y yegua, algunas veces llamado el abrazo) bronce
- pareja de caballos pura sangre (semental y yegua, algunas veces llamado el abrazo)  modelo de yeso,  N º 644 de la fundición JB de París.

También se le conocen algunas pinturas.